# Inoke Kubuabola

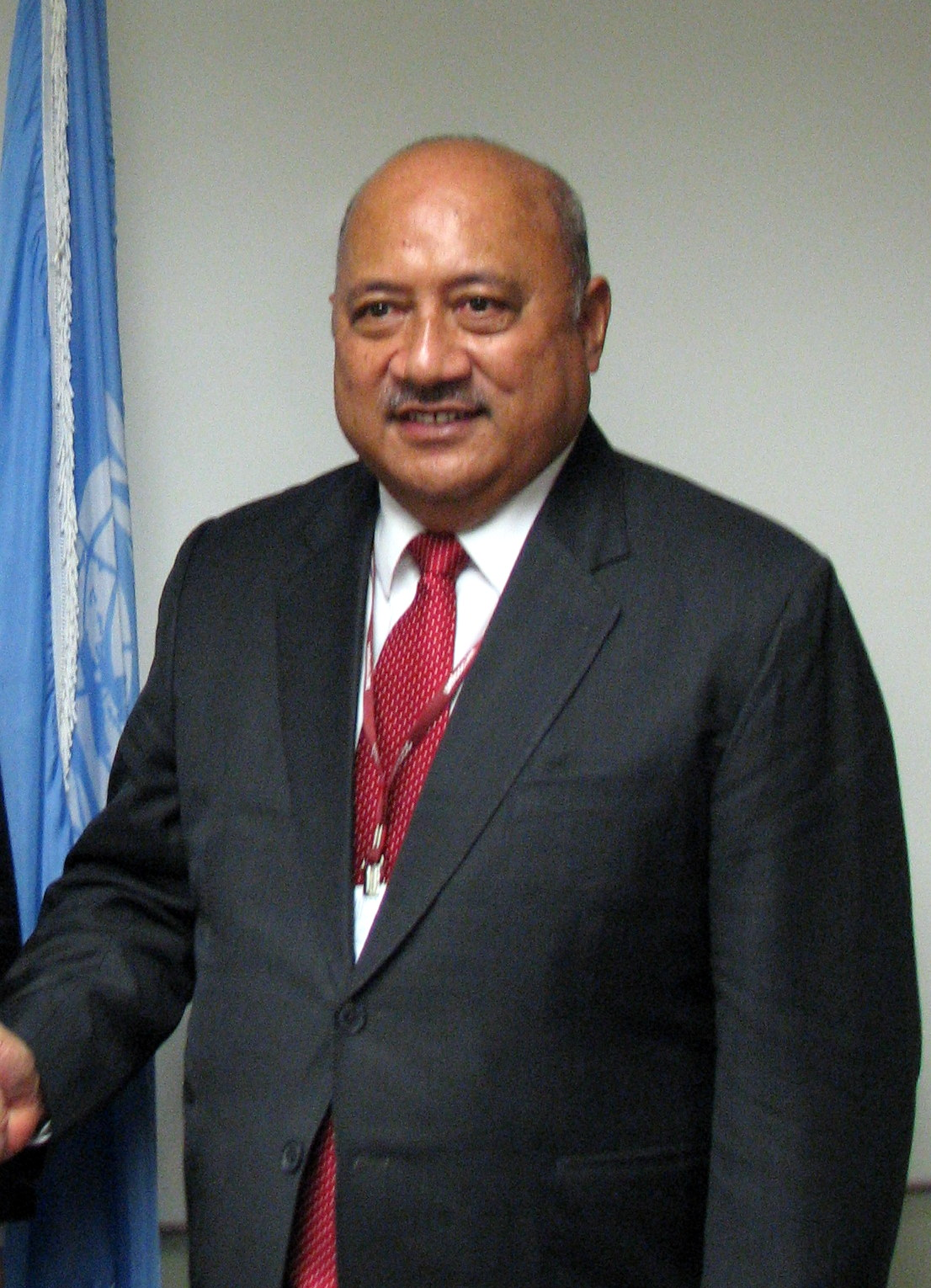
Ratu Inoke Kubuabola (2012)

Ratu Inoke Kubuabola (* 16. Juni 1948 in Cakaudrove) ist ein Diplomat und Politiker aus Fidschi.

## Biografie

### Oppositionsführer und Putsch vom Mai 2000
Kubuabola war zunächst lokalpolitisch tätig und zuletzt von 1991 bis 2001 Vorsitzender des Rates der Provinz Cakaudrove (Cakaudrove Provincial Council) in der Northern Division. 1994 versuchte Kubuabola vergeblich Sitiveni Rabuka als Parteivorsitzenden der Fijian People’s Party (Soqosoqo ni Vakavulewa ni Taukei) abzulösen, nachdem gegen den damaligen Premierminister sexuelle Beziehungen zu einer Journalistin der „Fiji Times“ bekannt wurden. Zudem warf er dem Premierminister vor, bei der Regierungsbildung Koalitionsgespräche ohne Beteiligung des Großen Rates der Häuptlinge (Bose Levu Vakaturaga) geführt zu haben.
Bei den Parlamentswahlen im Mai 1999 wurde er erneut zum Abgeordneten des Repräsentantenhauses gewählt, wo er den Wahlkreis Cakaudrove West Fijian vertrat. Allerdings erlitt seine Partei bei diesen Wahlen eine Niederlage und er wurde als Nachfolger des bisherigen Premierministers Rabuka Vorsitzender der FPP. Da aufgrund der Verfassung Fidschis jeder Partei mit mehr als acht Sitzen im Repräsentantenhaus nahm anschließend der Wahlsieger und Vorsitzende der Fiji Labour Party (FLP), Mahendra Chaudhry, zwar Koalitionsverhandlungen mit der FPP auf, allerdings entschied sich Kubuabola  wegen zu großer Meinungsverschiedenheiten zur FLP zum Gang in die Opposition.
Kubuabola war anschließend zwischen 1999 und 2000 Oppositionsführer (Leader of the Opposition). Aufgrund dieser Funktion konnte er gemäß der Verfassung wiederum acht der 32 Mitglieder des Senats vorschlagen. Dabei kam es jedoch zu einer erneuten Kontroverse zwischen ihm und Premierminister Chaudhry, nachdem er ausschließlich Vorschlage von Kandidaten der Opposition unterbreitete. Der Premierminister warf daraufhin ein, dass gemäß Kapitel 6 der Verfassung die Vorschläge des Oppositionsführers proportional zum Anteil der Sitze der Parteien im Repräsentantenhaus sein müsse. Kubuabola hielt dem entgegen, dass diese proportionale Verteilung sich nach seiner Ansicht auf die Sitze der Oppositionsparteien, nicht jedoch auf die der Regierungsparteien beziehe.
Zu einer Lösung dieses Verfassungskonflikts kam es allerdings nicht mehr, da der Staatsstreich vom 19. Mai 2000 unter George Speight und Armeechef Frank Bainimarama sowohl zur Absetzung von Premierminister Chaudhry als auch von ihm als Oppositionsführer führte. Nach der Wiederherstellung der Demokratie im September 2001 kam es bis 2004 immer wieder zu ähnlichen Streitigkeiten zwischen Regierung und Opposition, die ihren Grund auch in der Nichtberücksichtigung indischstämmiger Politiker bei der Regierungsbildung hatten, sowie zu Klagen vor Gerichten zur Klärung der Verfassungslage.
Am 3. Juli 2000 wurde er vom neuen Interimspremierminister Laisenia Qarase zum Minister für Information und Kommunikation ernannt und behielt dieses Amt bis zum 10. September 2001. In dieser Funktion untersagte er es dem Fernsehsender Fiji TV einen Bericht über den früheren Premierminister Chaudhry auszustrahlen. Bei den Wahlen zum Repräsentantenhaus erlitt er eine Niederlage gegen seinen eigenen Neffen Ratu Naiqama Lalabalavu und verlor an diesen seinen Abgeordnetensitz. Kurz darauf trat er auch als Vorsitzender des Rates der Provinz Cakaudrove zurück und wurde in dieser Position von Sitiveni Rabuka abgelöst.

### Diplomat und Außenminister
2002 wurde er von Premierminister Qarase zum Hochkommissar in Papua-Neuguinea ernannt. Ende 2005 versuchte er die Lösung eines Problems mit fidschianischen Sicherheitskräften, denen teilweise vorgeworfen wurde Söldner zu sein, die illegal von der Insel Bougainville aus operierten. Dieses Problem machte die Regierung Fidschis betroffen, zumal der Vorfall die Beziehungen beider Staaten belastete.
Anschließend wurde er am 4. Mai 2006 zum Botschafter in Japan ernannt und war zugleich als Botschafter in Südkorea akkreditiert.
Am 24. Juli 2009 wurde er schließlich von Premierminister Frank Bainimarama zum Minister für Auswärtige Angelegenheiten, Internationale Kooperation und Zivilluftfahrt in dessen Interimsregierung berufen.
Sein Bruder Ratu Jone Kubuabola war Gouverneur der Reserve Bank sowie Finanzminister der 2006 gestürzten Regierung von Premierminister Qarase.